# حشیش (فیلم ۲۰۰۴)
حشیش (به هندی: Charas) فیلمی محصول سال ۲۰۰۴ و به کارگردانی تیگمانشو دولیا است. در این فیلم بازیگرانی همچون جیمی شرگیل، اودای چوپرا، عرفان خان، نامراتا شیرودکار، هیریشتا بهات، وارون بادولا، سانجای میشرا ایفای نقش کرده‌اند.